# Pięciu dobrych cesarzy
Pięciu dobrych cesarzy – cesarze rzymscy z dynastii Antoninów, którzy panowali w latach 96–180. Byli to w kolejności chronologicznej:
- Nerwa (96–98)
- Trajan (98–117)
- Hadrian (117–138)
- Antoninus Pius (138–161)
- Marek Aureliusz (161–180, współrządził z Lucjuszem Werusem w latach 161–169)[1][2]

Sukcesja w epoce „pięciu dobrych cesarzy” następowała w sposób pokojowy – każdy cesarz adoptował następcę. Okres ich panowania w I i II wieku uznawano za złoty wiek rzymskiego państwa.